# Brycon alburnus
Brycon alburnus es una especie de pez de la familia Characidae en el orden de los Characiformes.

## Morfología
Los machos pueden llegar alcanzar los 32,6 cm de longitud total.

## Hábitat
Vive en zonas de clima tropical.En ecuador se puede pescar el los rios , en Mocache y otros.

## Distribución geográfica
Se encuentran en Sudamérica: cuencas fluviales transandinas de Ecuador.